# Pão de Açúcar (kommun)
Pão de Açúcar är en kommun i Brasilien.   Den ligger i delstaten Alagoas, i den östra delen av landet, 1 300 km nordost om huvudstaden Brasília. Antalet invånare är 23 809. Arean är 659 kvadratkilometer.
Terrängen i Pão de Açúcar är kuperad västerut, men österut är den platt.
Följande samhällen finns i Pão de Açúcar:
- Pão de Açúcar

Omgivningarna runt Pão de Açúcar är huvudsakligen savann. Runt Pão de Açúcar är det ganska glesbefolkat, med 30 invånare per kvadratkilometer.